# Aşkın Asan
Aşkın Asan (* 26. November 1965 in Trabzon, Türkei) ist eine türkische Diplomatin, Politikerin und Hochschullehrerin.

## Werdegang
Asan absolvierte die Abteilung für Islamwissenschaften an der Bildungsfakultät in Riad. 1992 erhielt sie einen Master-Abschluss in Computer- and Instructional Technologies der Texas Tech University. 1998 schloss sie ihre Promotion an der Universität von Ondokuzmayıs ab. 1998 wurde sie als Assistenzprofessorin an die Abteilung für Computer- und Unterrichtstechnologien der Fatih-Fakultät für Erziehungswissenschaften der Karadeniz Teknik Üniversitesi (KTU) berufen. Zwischen 2002 und 2004 wurde sie an die Dubai Ajman University of Science and Technology berufen. 2004 erhielt sie eine außerordentliche Professur im Bereich Computer- und Lerntechnologien. Sie arbeitete als Fakultätsmitglied im Department of Instructional Technologies an der Sultan Qaboos University im Oman. Sie wurde stellvertretende Dekanin und stellvertretende Leiterin der Abteilung.
Am 26. September 2011 wurde Asan zur stellvertretenden Ministerin des Ministeriums für Familie und Sozialpolitik ernannt. Zwischen 2015 und 2017 war sie Rektorin der türkischen Avrasya Üniversitesi (Universität von Eurasien) in Trabzon. 2019 wurde sie zum Mitglied von GREVIO, dem Aufsichtsgremium der Istanbul-Konvention des Europarates, gewählt.
2021 wurde Asan türkische Botschafterin in Indonesien. Aufgrund der COVID-19-Pandemie übergab sie ihre Zweitakkreditierung für Osttimor am 29. April 2022 per Videokonferenz.

## Sonstiges
Asan ist verheiratet und hat drei Kinder.